# Lucy Crowe
Lucy Crowe (geboren 1978 oder 1979 in Staffordshire) ist eine englische Opernsängerin (Sopran).

## Leben
Crowe studierte an der Royal Academy of Music, gewann 2002 die Royal Overseas Gold Medal und trat mit großen Orchestern (u. a. in Zagreb, Tokio, Brighton und in der National Portrait Gallery) auf. An der Scottish Opera debütierte sie als Sophie im Rosenkavalier und als Nannetta im Falstaff, an der English National Opera als Poppea in Agrippina und als Drusilla in L’incoronazione di Poppea. Sie trat bei den Festivals von Aldeburgh, Edinburgh und Glyndebourne auf und wurde schließlich 2009 ans Royal Opera House Covent Garden engagiert, wo sie erfolgreich als Belinda in Dido and Aeneas, erneut als Sophie und als Gilda in Rigoletto, schließlich 2013 auch als Susanna in Le nozze di Figaro zu hören und zu sehen war.
Ihr Debüt in den Vereinigten Staaten erfolgte als Iole in Händels Hercules an der Chicago Lyric Opera, es folgte die Servilia in La clemenza di Tito an der Metropolitan Opera in New York. An der Deutschen Oper Berlin und an der Bayerischen Staatsoper in München sang sie die Sophie, an der Opéra de Lille, in Paris und an der Opéra de Dijon verkörperte sie die Schäferin Dorinda in Händels Orlando. Glyndebourne sah und hörte sie in Purcells The Fairy Queen und als Das schlaue Füchslein von Leoš Janáček.
Bei den Salzburger Festspielen debütierte sie 2010 in der Sopranpartie von Milhauds Les Choéphores unter Ingo Metzmacher. Zwei Jahre später wirkte sie an der Eröffnung der ersten Ouverture spirituelle mit – in Haydns Schöpfung, gespielt und gesungen vom Monteverdi Choir und den English Baroque Soloists unter John Eliot Gardiner. Lucy Crowe bestritt Liederabende in ganz Großbritannien, unter anderen in der Wigmore Hall in London, und debütiert in der Spielzeit 2013/14 an der Carnegie Hall. Im Laufe ihrer Karriere hat die Künstlerin unter namhaften Dirigenten gesungen, darunter Yannick Nezet-Seguin, Emmanuelle Haïm, Sir Antonio Pappano, Sir Charles Mackerras, Sir Roger Norrington, Andris Nelsons, Trevor Pinnock, Mark Minkowski und Harry Bicket.
2012 kam ihr erstes Kind, eine Tochter, zur Welt.